# Deer Park (Washington)
Deer Park az Amerikai Egyesült Államok északnyugati részén, Washington állam Spokane megyéjében elhelyezkedő város. A 2010. évi népszámlálási adatok alapján 3652 lakosa van.

## Történet
Az 1908. június 24-én városi rangot kapott Deer Parket a Spokane Falls & Northern Railway tisztviselői nevezték el a területen átkelő szarvasokról. 1889-ben Spokane Falls (ma Spokane) leégett; az újjáépítéshez szükséges faanyag biztosítása érdekében William Short és George Crawford megnyitotta a Standard Lumber Company fűrésztelepét. 1900-ban körülbelül 300-an éltek a településen; a P. Kelly, Dan Weis és A. Baldwin által üzemeltetett boltok mellett egy kovácsműhely, Jeff Moore szállodája, Dr. Prince gyógyszertára, a 75 diákot oktató általános iskola és az F. McConaughy által vezetett kongregacionalista templom működött itt. A Deer Park tizenöt kilométeres körzetében működő nyolc fafeldolgozó mindegyikében a település lakói dolgoztak.
1906 körül megalapították az Arcadia Apple Orchards Companyt, amely a helység környékén megtisztított területeken almát termesztett.
A helyi repülőtér 1944 augusztusában nyílt meg; a létesítmény három darab, egyenként 1860 méter hosszú futópályával rendelkezik. Az 1960-as évek elején a repülőtér közelében volt az SM-65E Atlas rakéta indítóállása, amelyet a Fairchild légibázis személyzete üzemeltetett. Az 1965-ben felszámolt létesítménynek otthont adó területet két évvel később eladták.

## Éghajlat
A város éghajlata meleg nyári mediterrán (a Köppen-skála szerint Dsb).
| Hónap                         | Jan.  | Feb.  | Már.  | Ápr.  | Máj. | Jún. | Júl. | Aug. | Szep. | Okt.  | Nov.  | Dec.  | Év    |
| ----------------------------- | ----- | ----- | ----- | ----- | ---- | ---- | ---- | ---- | ----- | ----- | ----- | ----- | ----- |
| Rekord max. hőmérséklet (°C)  | 13,9  | 17,8  | 21,7  | 31,1  | 36,7 | 36,7 | 40,0 | 40,6 | 40,0  | 30,0  | 18,3  | 11,7  | 40,6  |
| Átlagos max. hőmérséklet (°C) | 1,7   | 5,0   | 11,1  | 15,6  | 20,6 | 24,4 | 30,0 | 29,4 | 24,4  | 16,1  | 6,1   | 0,6   | 15,5  |
| Átlagos min. hőmérséklet (°C) | −7,8  | −6,7  | −3,3  | 0,6   | 3,3  | 6,7  | 8,9  | 8,9  | 5,0   | −0,6  | −4,4  | −7,8  | 0,3   |
| Rekord min. hőmérséklet (°C)  | −30,0 | −33,9 | −16,7 | −11,1 | −7,8 | −5,0 | −3,9 | −4,4 | −7,2  | −13,9 | −18,0 | −33,9 | −33,9 |
| Átl. csapadékmennyiség (mm)   | 48    | 47    | 46    | 38    | 47   | 38   | 24   | 18   | 21    | 31    | 68    | 74    | 500   |
| Forrás: The Weather Channel   |       |       |       |       |      |      |      |      |       |       |       |       |       |

## Népesség
A 2010-es népszámláláskor a városnak 3652 lakója, 1394 háztartása és 948 családja volt. A népsűrűség 205,1 fő/km2. A lakóegységek száma 1532, sűrűségük 86 db/km2. A lakosok 92,6%-a fehér, 0,4%-a afroamerikai, 1,5%-a indián, 0,2%-a ázsiai, 0,3%-a a Csendes-óceáni szigetekről származik, 1,2%-a egyéb, 3,9%-a pedig kettő vagy több etnikumú. A spanyol vagy latino származásúak aránya 3,8% (2,1% mexikói, 0,4% Puerto Ricó-i, 0,2% kubai, 1,2% egyéb spanyol vagy latino származású.)
A háztartások 36,4%-ában élt 18 évnél fiatalabb. 49,4% házas, 13,4% egyedülálló nő, 5,2% egyedülálló férfi, 32% pedig nem család. 27% egyedül élt; 14,3%-uk 65 éves vagy idősebb. Egy háztartásban átlagosan 2,61 személy élt; a családok átlagmérete 3,15 fő.
A medián életkor 36,3 év volt. A város lakóinak 28,4%-a 18 évesnél fiatalabb, 8,8% 18 és 24 év közötti, 22,5%-uk 25 és 44 év közötti, 24%-uk 45 és 64 év közötti, 16,2%-uk pedig 65 éves vagy idősebb. A lakosok 48,8%-a férfi, 51,2%-a pedig nő.

## Fordítás
Ez a szócikk részben vagy egészben  a   Deer Park, Washington című angol Wikipédia-szócikk ezen változatának fordításán alapul.  Az eredeti cikk szerkesztőit annak laptörténete sorolja fel. Ez a jelzés csupán a megfogalmazás eredetét és a szerzői jogokat jelzi, nem szolgál a cikkben szereplő információk forrásmegjelöléseként.